# Dag Terje Andersen
Dag Terje Andersen (ur. 27 maja 1957 we Frogn) – norweski polityk, były minister, przewodniczący Stortingu, działacz Partii Pracy.

## Życiorys
W 1976 ukończył szkołę średnią, do 1992 pracował głównie w leśnictwie. W 2002 kształcił się w zakresie dziennikarstwa. Zaangażował się w działalność Partii Pracy, kierował jej lokalnymi oddziałami, w 2002 wszedł w skład ścisłych władz tego ugrupowania. Był radnym gminy Lardal (1983–1987) i burmistrzem tej miejscowości (1987–1992). W 1992 był doradcą politycznym ministra spraw zagranicznych, następnie sekretarze stanu w Ministerstwie Spraw Społecznych. W latach 1996–1997 pełnił funkcję ministra rolnictwa, od 2006 do 2008 sprawował urząd ministra handlu i przemysłu, a później do 2009 ministra pracy.
W latach 1985–1993 i 2001–2005 był zastępcą poselskim. W latach 1997–2001 był posłem do Stortingu. Ponownie mandat uzyskiwał w 2005, 2009, 2013 i 2017. Po wyborach w 2009 stanął na czele norweskiego parlamentu (do 2013).